# Valle Aurina
Ahrntal tiếng Đức; tiếng Ý: Valle Aurina; Archaic (1070): Ourin) là một đô thị ở tỉnh Bolzano-Bozen trong vùng Trentino-Alto Adige/Südtirol của Ý.

## Địa lý
Đô thị này nằm cách 120 km về phía đông bắc của thành phố Trento và khoảng 70 km về phía đông bắc của thành phố Bolzano, ở biên giới với Áo. Tại thời điểm ngày 1 tháng 1 năm 2007, đô thị này có dân số 5.711 người và diện tích là 187.0 km².
Ahrntal giáp các đô thị: Mühlwald, Prettau, Sand in Taufers, Brandberg (Austria), Finkenberg (Austria), và Mayrhofen (Austria).

## Các đơn vị cấp dưới (frazioni)
Đô thị Ahrntal có các frazioni (các đơn vị cấp dưới, chủ yếu là các làng) Lutago, Cadipietra (Steinhaus), San Giacomo (St. Jakob), San Giovanni (St. Johann), San Pietro (St. Peter) and Riobianco (Weißenbach).